# 武当山
武當山，本名仙室山，一名太岳山，一名太和山，又名譧上山，位於湖北省西北部十堰丹江口市境內，武当山旅游经济特区即依此山而定名。汉江南岸，西北-东南走向，长260余公里，为大巴山脉东段分支，起自湖北、陕西两省边界，止于襄阳市南，隔汉江和大洪山遥对。武当山景区总面积312平方公里，是世界文化遗产、中国国家5A级旅游景区、国家重点风景名胜区和文物保护单位。为中国四大道教名山之首（另三座为龙虎山、齐云山和青城山）。

## 历史沿革
- 漢高祖五年（前202年），置武當縣，屬漢中郡。《太平寰宇記》：「取武當山以為縣名。」（治所在今湖北丹江口市西北關門巖北。）[1][2][3][4]
- 東漢永元年間（89年），班固所撰《漢書》，首先提到：「武當，舞陰，中陰山，瀙水所出，東至蔡入汝。」[5]
- 东晋咸和中，历阳人谢允，辞掉罗縣縣令之职，隐遁于此山，故亦名「谢罗山」[6]
- 北魏《水經注》载：「武當山，一曰太和山，亦曰上山，山形特秀，又曰仙室。」
- 唐貞觀年間（627年），皇帝李世民詔武當節度使姚簡到武當山祈雨而應。敕建「五龍祠」。
- 乾寧年間（896年），武當山列為「七十二福地」第九位。
- 元至元二十二年（1285年），玄教宗師張留孫向元帝忽必烈奏報武當山後，忽必烈大信其道。
- 大德八年（1304年），元帝特穆爾封「武當福地」。
- 明永樂十年（1412年），明帝朱棣命隆平侯張信、駙馬督尉沐昕、工部右侍郎郭璡、禮部尚書金純等率20余萬軍民，工匠大修武當山。
- 永樂二十一年（1423年），歷時十二年，敕建的大嶽太和山大小宮觀33處落成。[7]
- 嘉靖三十一年（1552年），世宗令工部右侍郎陸傑提督重修武當山宮觀。
- 1961年，金殿被列為國家重點文物保護單位。
- 1967年，文化大革命期间，因丹江口水库蓄水，包括“武当山九宫之首”净乐宫在内的武当山古建筑群约1/3部分、古均州城以及许多楚国早期遗址和墓葬，被彻底淹没，众多珍贵文物淹没水下或被民众拉走当建筑材料[8][9][10]。
- 1982年，二月的紫霄宮被列為國家重點文物保護單位。十一月武當山被國務院列為國家重點風景名勝區。
- 1988年，一月「治世玄嶽」石牌坊被列為國家重點文物保護單位。
- 1994年，十二月十七日「武當山古建築群」被聯合國列入《世界文化遺產名錄》。
- 1996年，十二月南巖宮被列為國家重點文物保護單位。
- 2001年，七月玉虛宮遺址被列為國家重點文物保護單位。
- 2006年，“武当山九宫之首”净乐宫复制竣工，位于丹江口市东郊净乐湖北坡，5月25日国务院将原净乐宫的棂星门、龟驮碑（1958年抢救文物）作为武当山古建筑群的一部分，列入第六批全国重点文物保护单位[8][11][12]。
- 2007年，五月啟動武當山玉虛宮修繕工程。
- 2012年，武當山啟動武當大興六百年20餘項大型系列活動。七月五龍宮景區正式投入開發建設。八月因南水北調中線工程，遇真宮頂升工程正式啟動。九月武當山玉虛宮修繕完成。

## 自然景观
武当山古名太和山，山勢奇特，雄渾壯闊。有72峰、36巖、24澗、11洞、10石9台等，構成了「七十二峰朝大頂，二十四澗水長流」的秀境。主峰天柱峰，海拔1612米。武当山常年紫气氤氲，风云变化莫测，四季景致各异。1994年，联合国赴武当山考察组官员考斯拉称赞：“武当山是世界上最美的地方之一。”
2009年8月，武当山被列入了中国国家地质公园。

## 主要景区

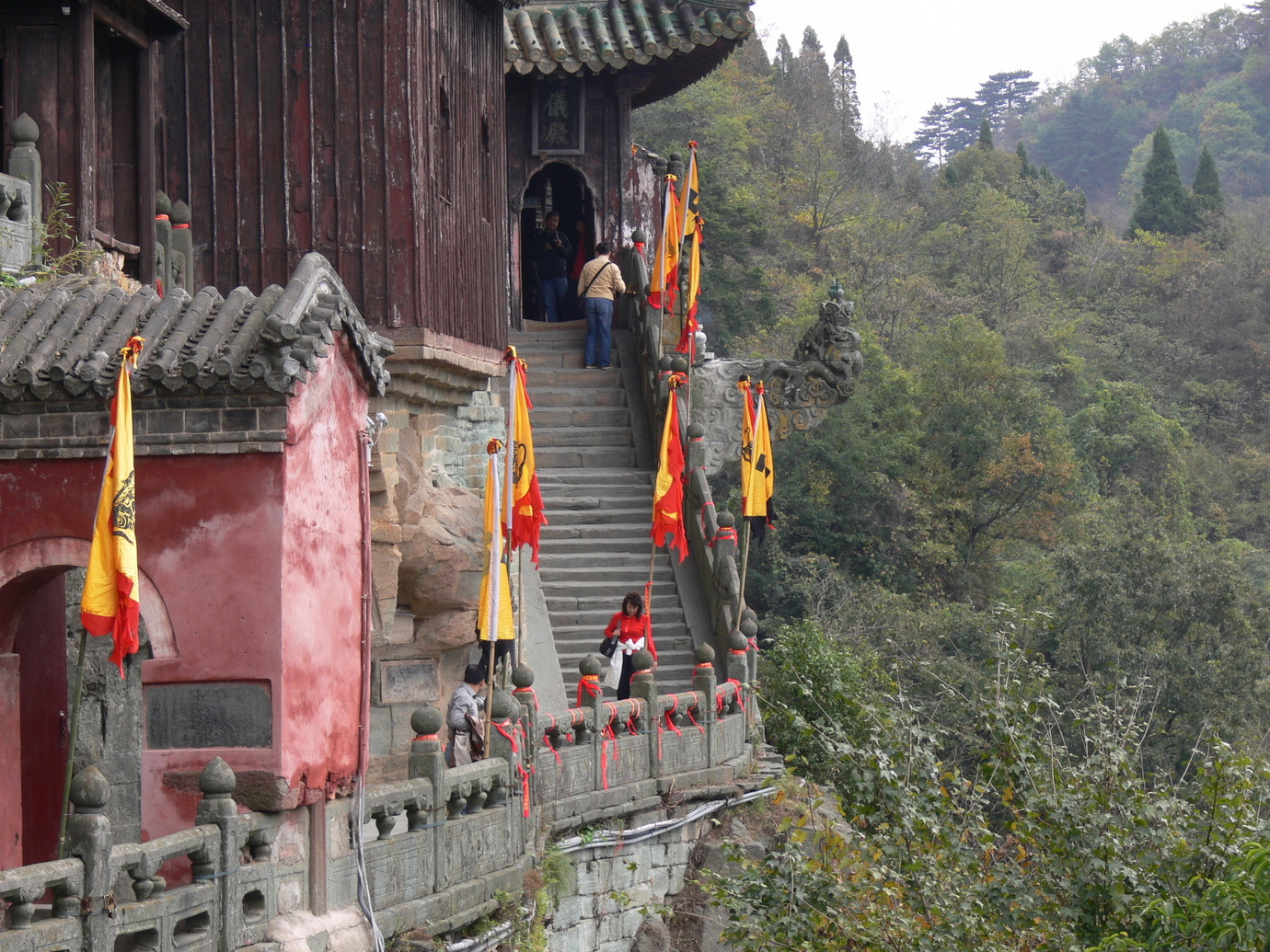
南岩宫

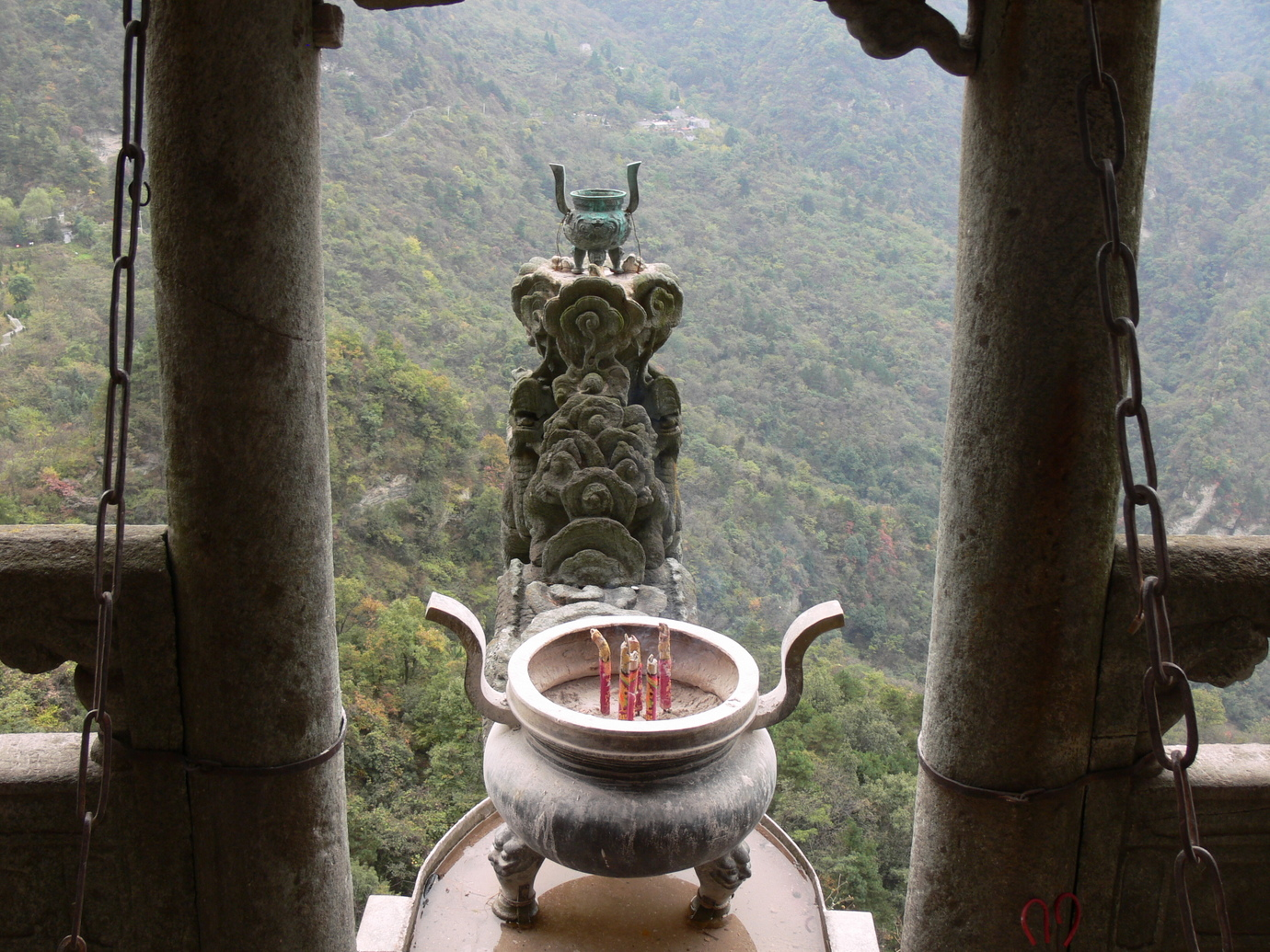
位于南岩宫的龙头香

武当山主要景区有金顶景区、南岩景区、太子坡景区、福寿康宁园景区、玄岳门景区、琼台景区和五龙宫景区。

### 金顶景区

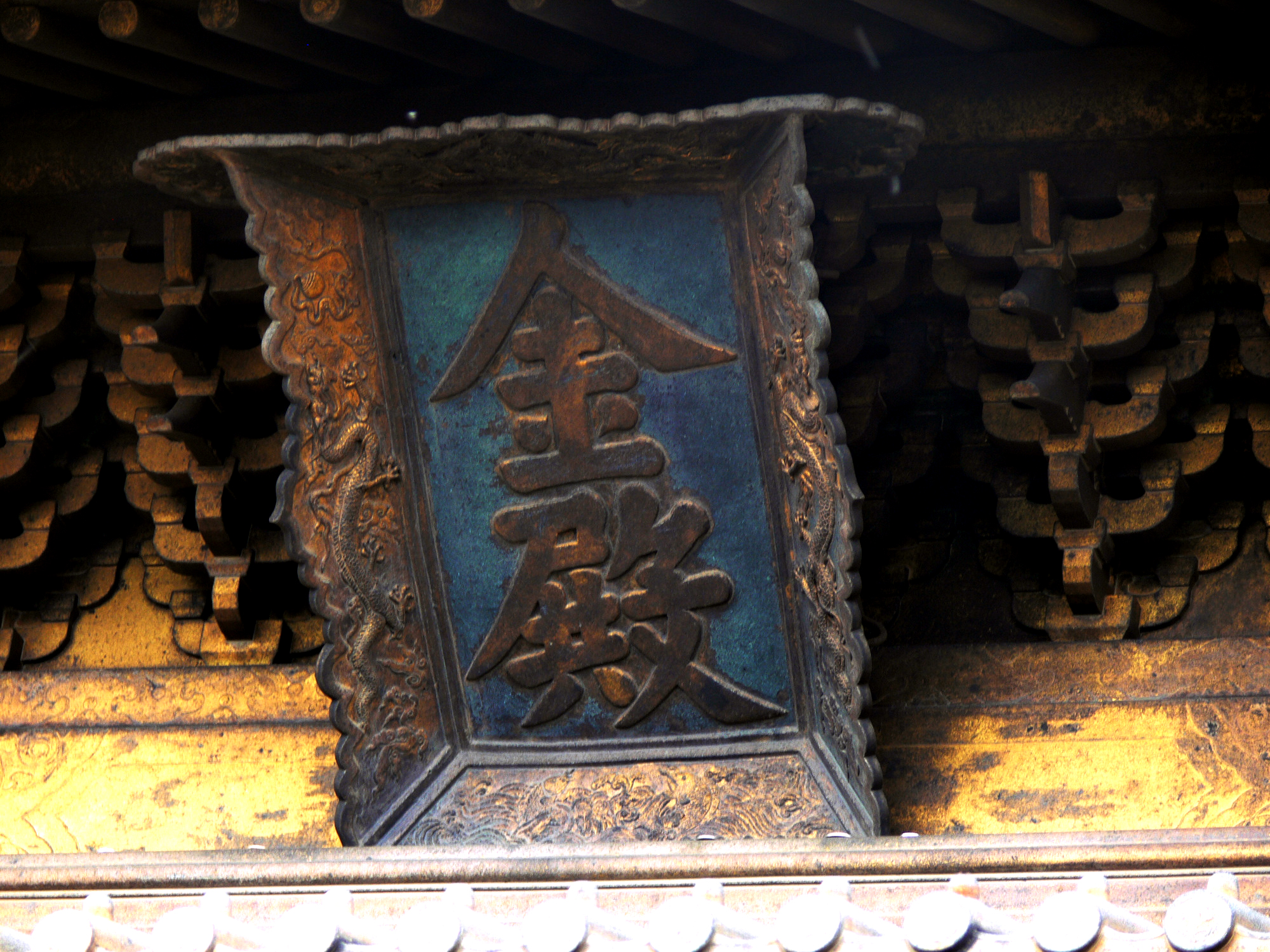
金殿

金顶景区位于天柱峰周围，由朝天宫、一二三天门、太和宫等组成。
太和宫建于明永乐14年（1416年），现在为全国重点宗教活动场所和重点文物保护单位。宫中主体建筑金殿位于峰顶，为铜制仿木结构建筑。

### 南岩景区
南岩景区位于山腰，由紫霄宮、南巖宮、榔梅祠等景点组成。
紫霄宫在展旗峰下，是武当现存最完整的宫殿之一。整个建筑采用皇家建筑法式，现为全国重点宗教活动场所和重点文物保护单位，是武当山道教协会所在地。
南岩面对金顶，是真武修真得道之地。修建于元代的天已真庆宫石殿嵌在峭壁之间，为武当山36岩最著者。

### 福寿康宁园景区
位于太子坡至紫霄的古神道上，现在为全国重点文物保护单位。公园为武当集团道场配合现代反朴归真理念。园中庙观「龙泉观」，武当八观之首。龙泉观是武当唯一提倡孝道的道观，供奉玄武大帝（北帝），为北帝纪念父母之地。龙泉观前方，有一座武当山古香道上最长的石桥--天津桥，天乃天庭，津为河流渡口，由于古桥连接山上上十八盘与下十八盘之中间，横跨九渡涧，有香客走过此桥，直达天庭的意思，故名天津。天津桥亦与北京紫禁城内，横跨金水河的玉带桥南北呼应，故宫玉带桥位于午门后，遥望太和殿，直通唯一在故宫中轴在线的神庙，北帝庙钦安殿，故玉带桥也是连接天子与万民的桥梁，是明朝「北修故宫，南建武当」的典范。

### 玄岳门景区

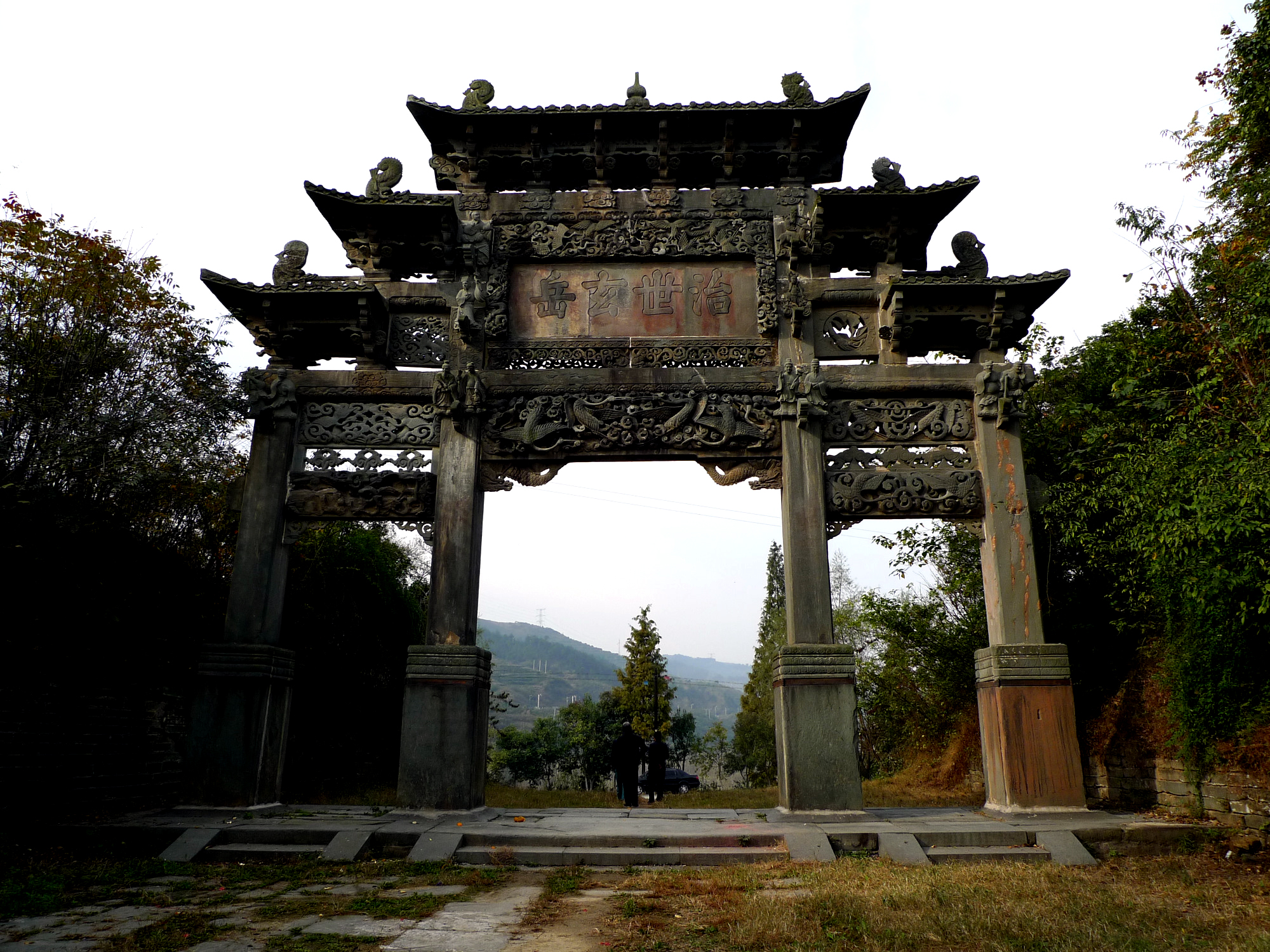
玄岳门

景区位于武当山北麓，由玄岳门、遇真宫、元和观、玉虚宫等景点组成。
玄岳门，为“治世玄岳”石坊的俗称，明嘉靖三十一年（1552年）敕建，为全国重点文物保护单位。
玉虚宫，位于武当山北麓，全称“玄天玉虚宫”，因真武神被封为“玄天上帝”、“玉虚师相”而得名。建于明永乐十年（1412年），嘉靖年间扩建，是当时武当山规模最大的一宫，曾为张三丰修炼之地。玉虚宫遗址为全国重点文物保护单位。
元和观，位于玉虚宫东2.5公里的玉皇阁下，是武当山古神道上的第一座道观，全称“元和迁校府”

### 太子坡景区
景区位于青龙岭一带，由磨针井、太子坡、逍遥谷等景点组成，基本按照真武修真的故事设计和布局。
太子坡，相传真武太子经姥姆磨针超度后，复回再次修炼，所以又名复真观。观中有一柱十二梁、九曲黄河墙等胜景。

### 琼台景区
景区位于武当山南侧，由老君洞、八仙观、琼台上中下观等景点组成。

### 五龙宫景区
景区位于西神道，由五龙宫等景点组成。

## 道教文化
武当山是中國道教名山，武当山道教是中国道教的一个重要流派。自春秋至汉末，武当山已经是宗教活动的场所，魏晋南北朝时期得到发展。唐贞观元年，唐太宗敕建五龙祠。到唐末，武当山被列为道教七十二福地之一。宋元时，皇室封号武当山真武神，成为元朝皇帝“告天祝寿”的重要场所。到明代，武当山被封为“太岳”、“治世玄岳”，被尊为“皇室家庙”，成为道教第一名山，武当山也成为了中国最大的一处道场。
武当山山上眾多的道教古建築始建於唐，宋、元兩代繼續擴展。明代是武當山建築的鼎盛時期。明永乐年间，“北建故宫，南修武当”。明成祖大修武当山，耗资数以百万计，日役军民工匠30万人，历时14年，建成9宫8观等33座建筑群，嘉靖年间又增修扩建。整個建築體系按照「真武修仙」的道教故事佈局，充分体现了道教“天人合一的思想”。古朴园林福寿康宁园也充分体现了返璞归真，以寻幽探秘宣扬道家思想。山間道觀總數曾達2萬餘間。部分珍贵宫殿被丹江口水库淹没，目前现存古建筑53处，建筑遗址9处，另有文物7400余件。
1994年武当山道觀建築群已被列入世界遺產名錄。2008年武当山道教学院成立。
武当道乐还被列入中国国家级非物质文化遗产目录。
武当武术：武当武术又名内家拳。元末明初，武当道士张三丰集其大成，被认为是武当武术的开山祖师。武当武术的理论核心是“阴阳消长、八卦演变、五行相克”，是中国武术一大名宗，有“北崇少林、南尊武当”之称，被列入了中国国家级非物质文化遗产目录。

## 相關旅遊

### 旅遊周邊
- 丹江口水库 ：分布于豫鄂两省，是汉江上最大的水利枢纽工程，也是南水北调中线工程的水源工程。

| 丹江口水库旅游图                                                                                           |
| --- |
| ▲丹江口大坝 ▲武当山 ▲ 丹江大观苑 ▲坐禅谷 香严寺▲ 太极峡▲ 八仙洞 ▲丹江小三峡 ▲ 丹阳湖 渠首 ▲ 杏山地质公园 ▼ |

- 伏龙山：又名赛武当，因主峰高出武当山天柱峰118米而得名，为省级自然风景保护区。

### 旅权争議
归属权之争：1997年7月，武当山风景区管理局（镇）与省级武当山旅游经济开发区合并成为湖北武当山旅游经济特区，实行三块牌子，一套班子，即湖北省武当山旅游经济特区、湖北省武当山风景管理局、湖北省武当山旅游局，为正县级机构，几乎和县级市丹江口市同级，名义上仍属于丹江口市管辖。2003年1月，武当山的发展受到湖北省委、省政府的重视。当年6月17日，省政府决定在武当山设立真正意义的旅游经济特区，实施“主权不变、治权独立、事权下放”，赋予武当山独立行使县一级政府职能，丹江口市完全失去管辖权，这两次归属权的变更都遭到丹江口市民的强烈不满，2000年4月7日和2004年9月15日，丹江口市先后两次10万人上街签名要求收回武当山的管理权，并使得丹江口市与上级十堰市产生巨大的矛盾。

## 影視形象
- 《武当》電視劇，由谭锐铭执导，以焦恩俊、严屹宽、李若彤领衔主演，2005年6月24日首播。
- 《潮拜武當》電視劇，香港無綫電視在2014年實地拍攝，2015年5月25日播出，在6月19日大結局。
- 《倚天屠龍記》電視劇，改編自金庸小說，先後於1978年、1984年、1984年、1986年、1994年、2001年、2003年、2009年、2019年播出，以武當山為主要場景。

## 图集

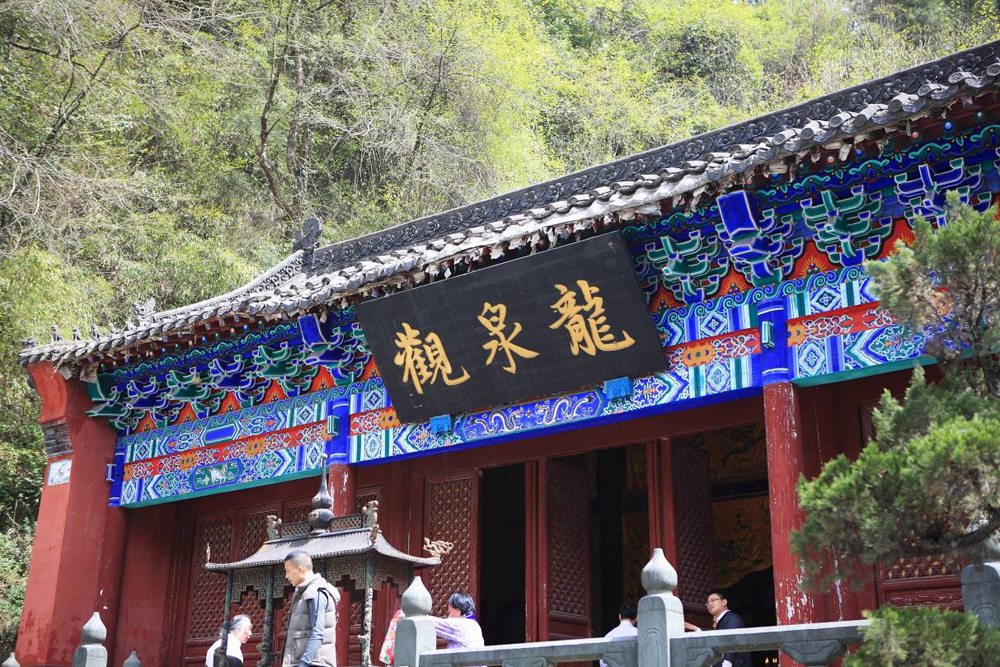
福寿康宁园－龙泉观
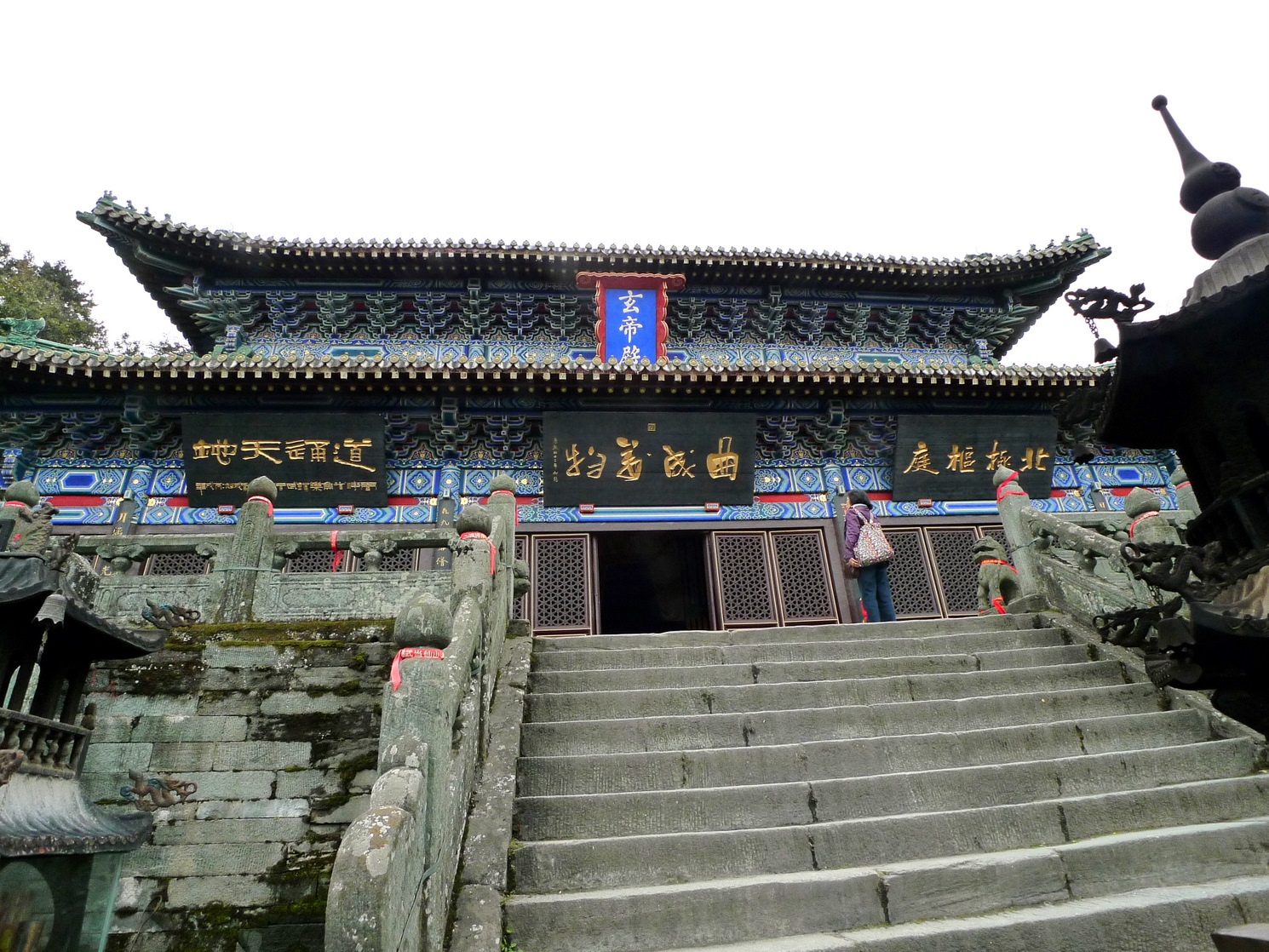
玄帝殿
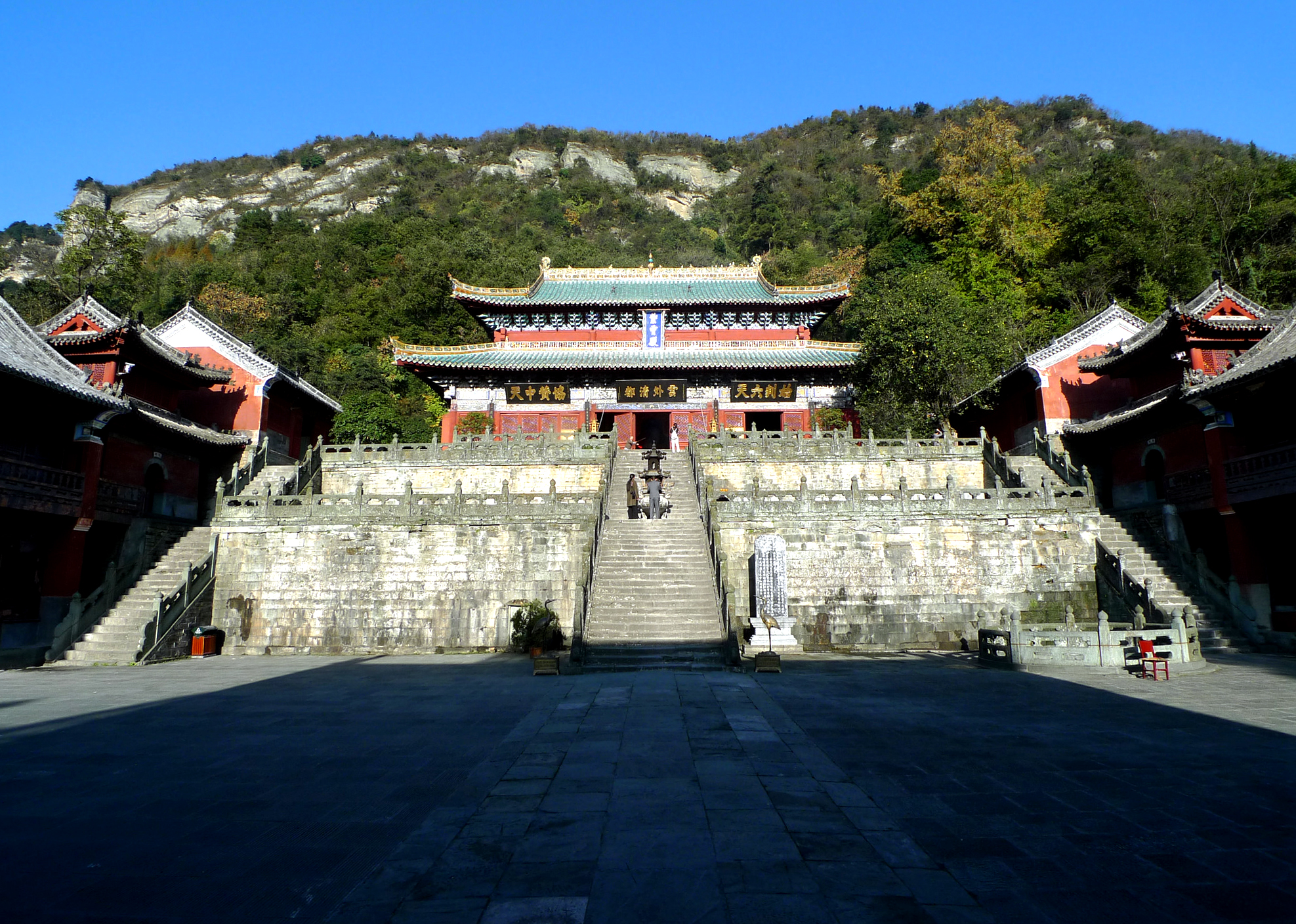
紫霄宮
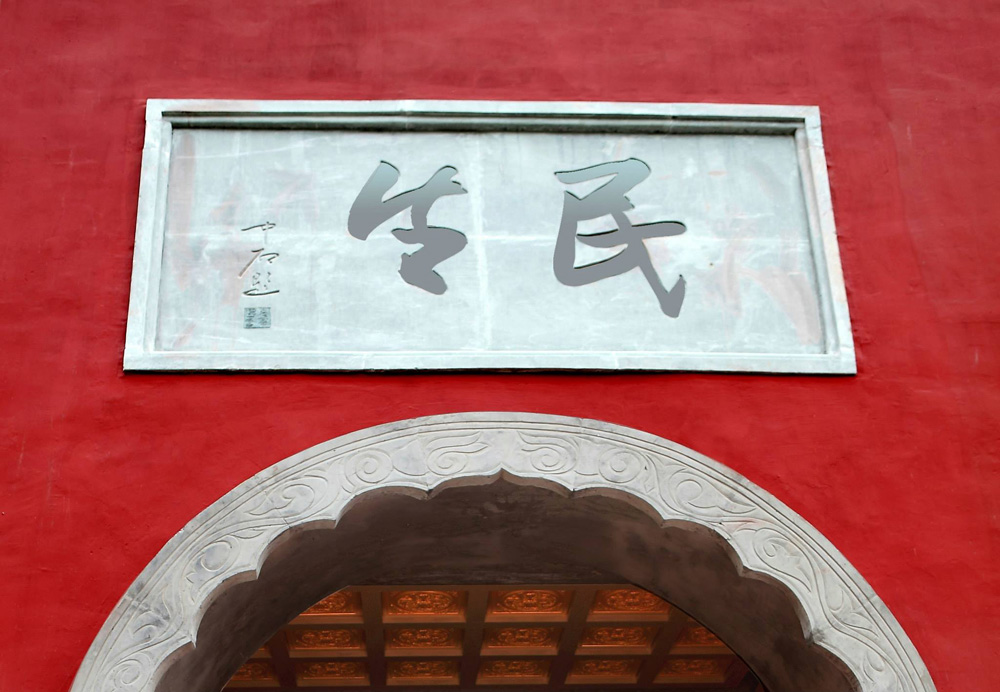
福寿康宁园－民生台
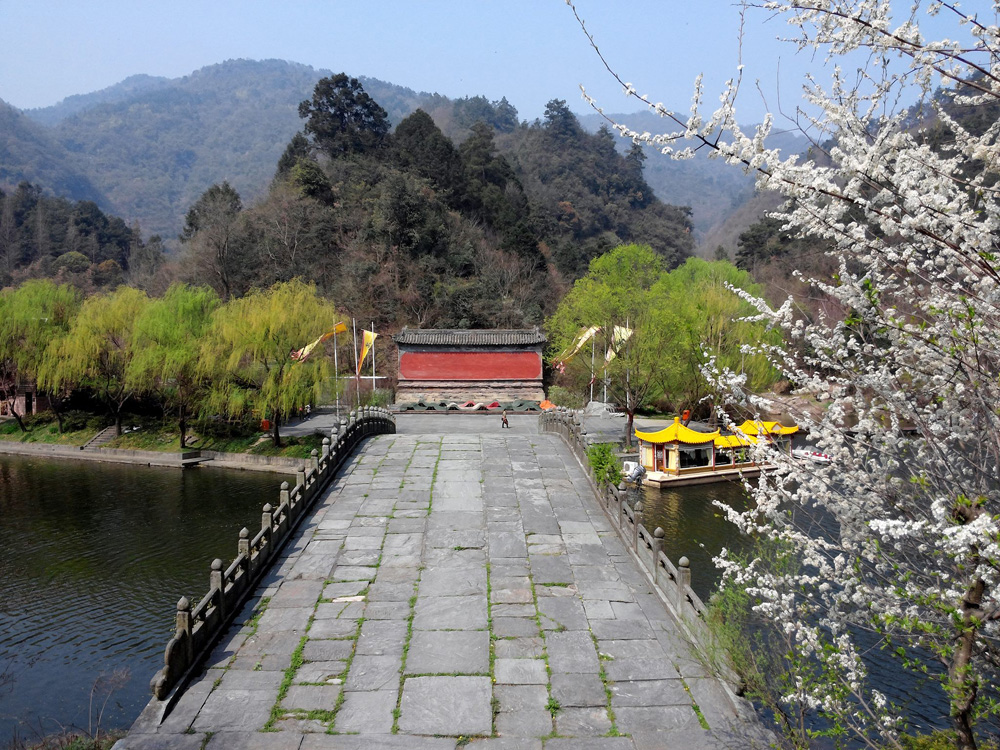
福寿康宁园－天津桥
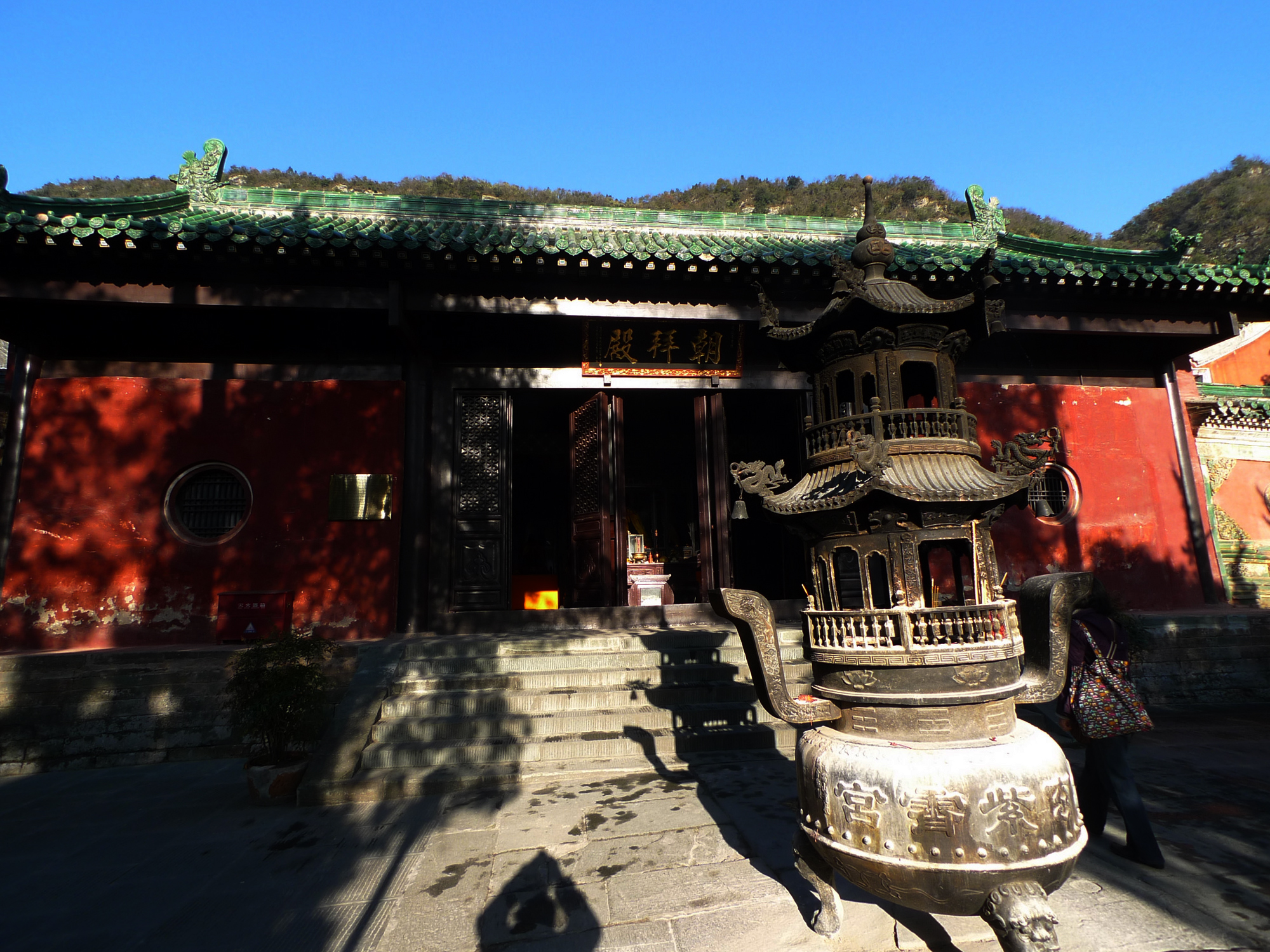
紫霄宫朝拜殿
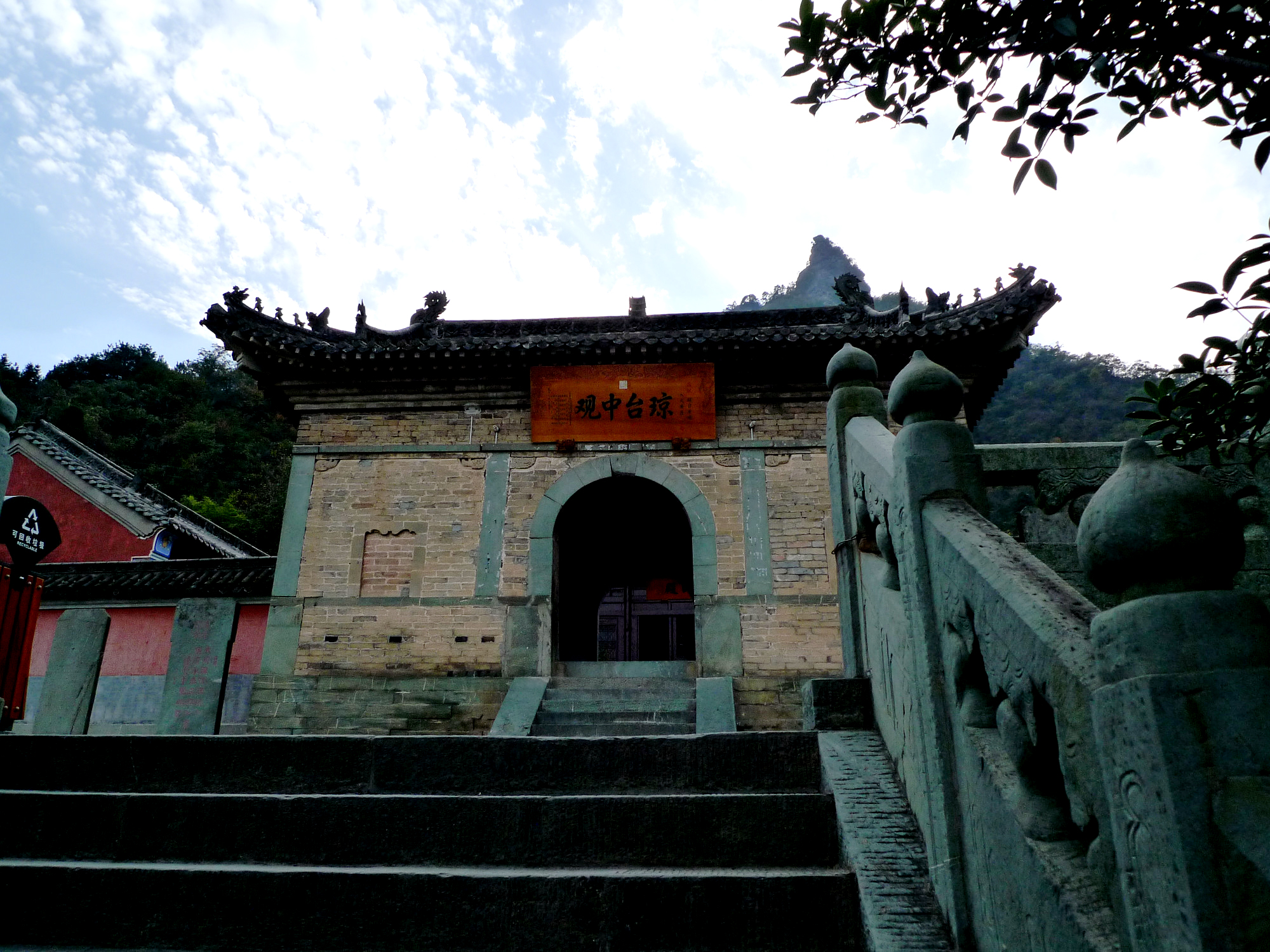
琼台中观
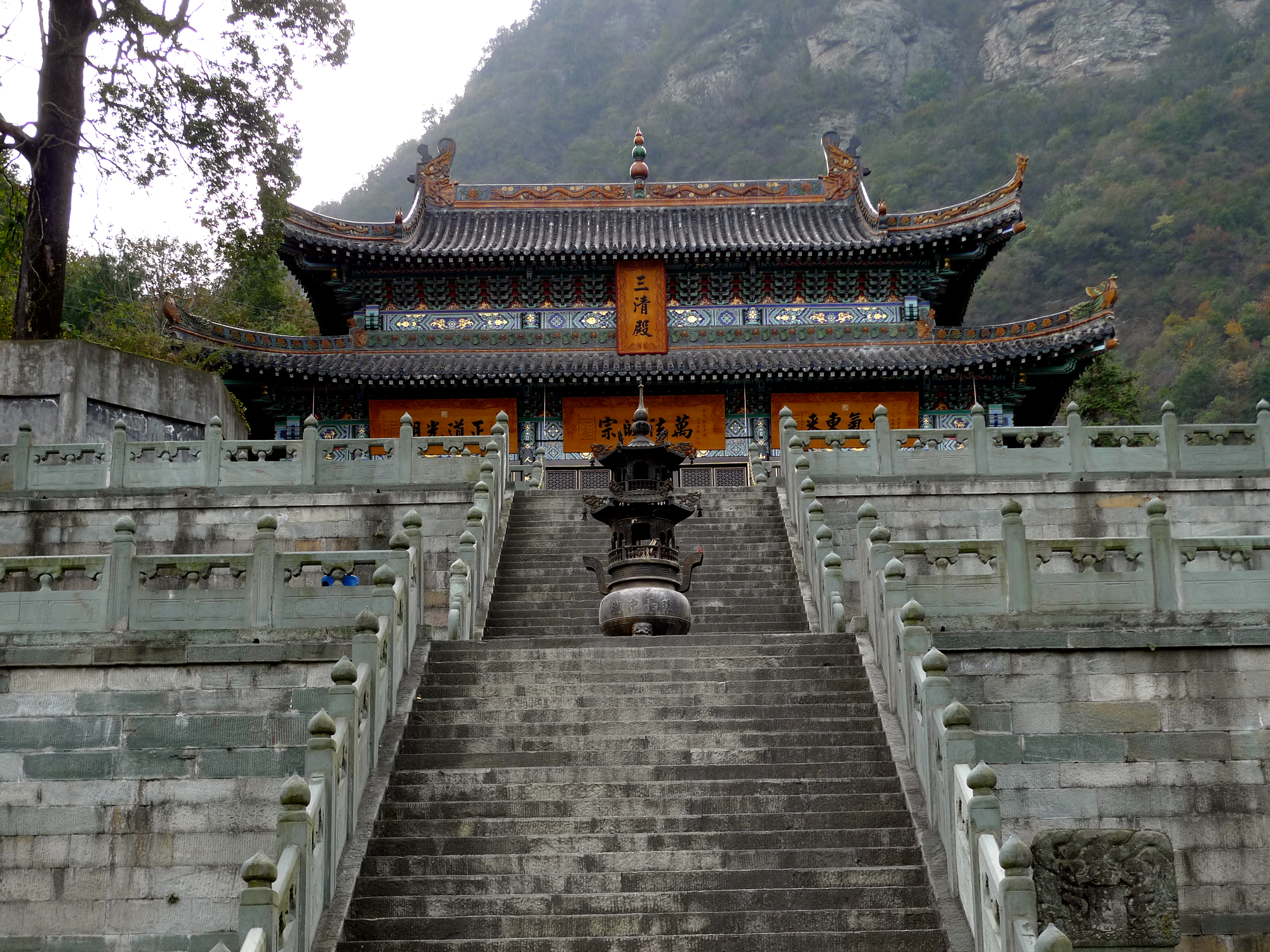
琼台中观三清殿
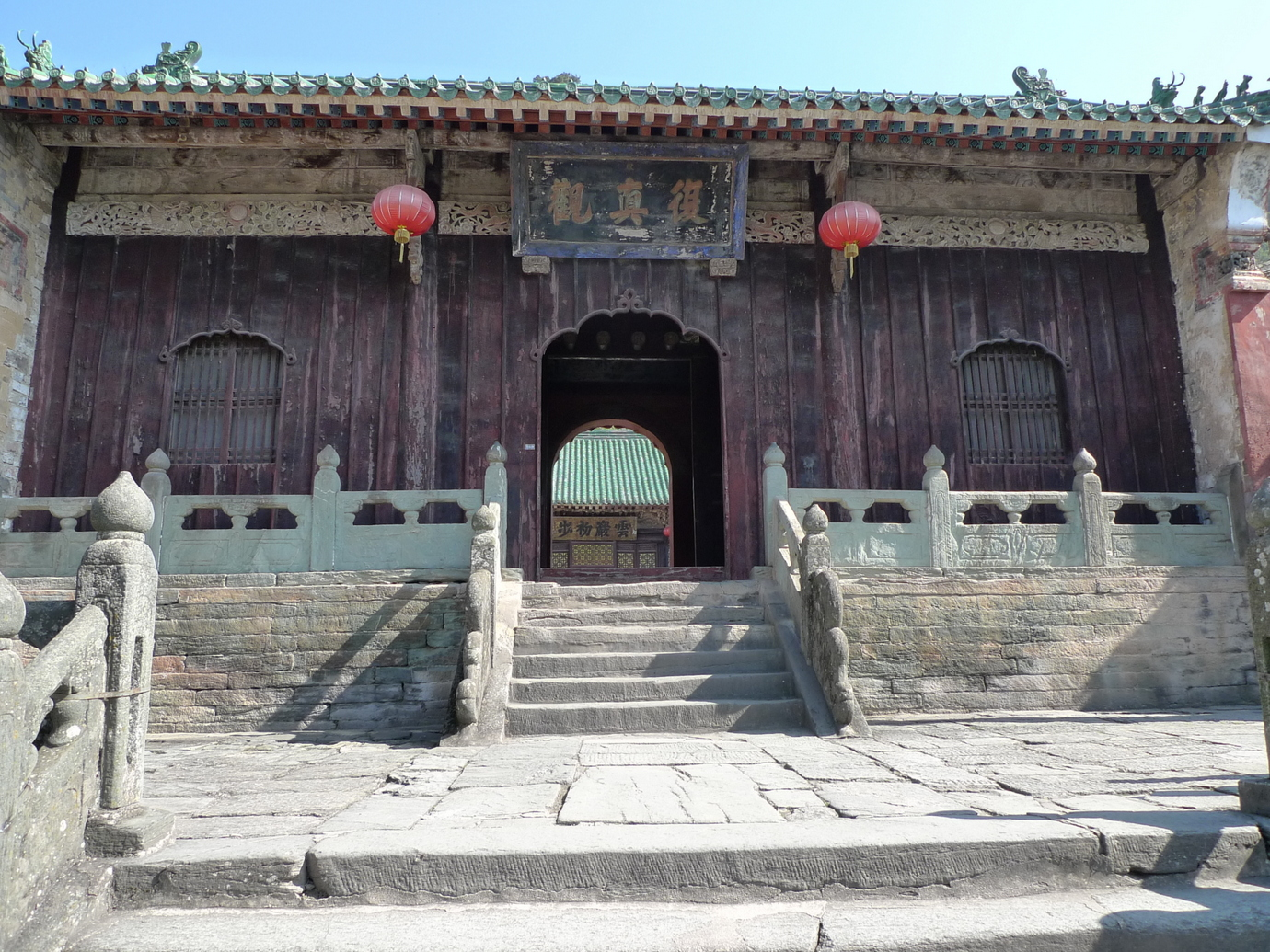
武当山复真观
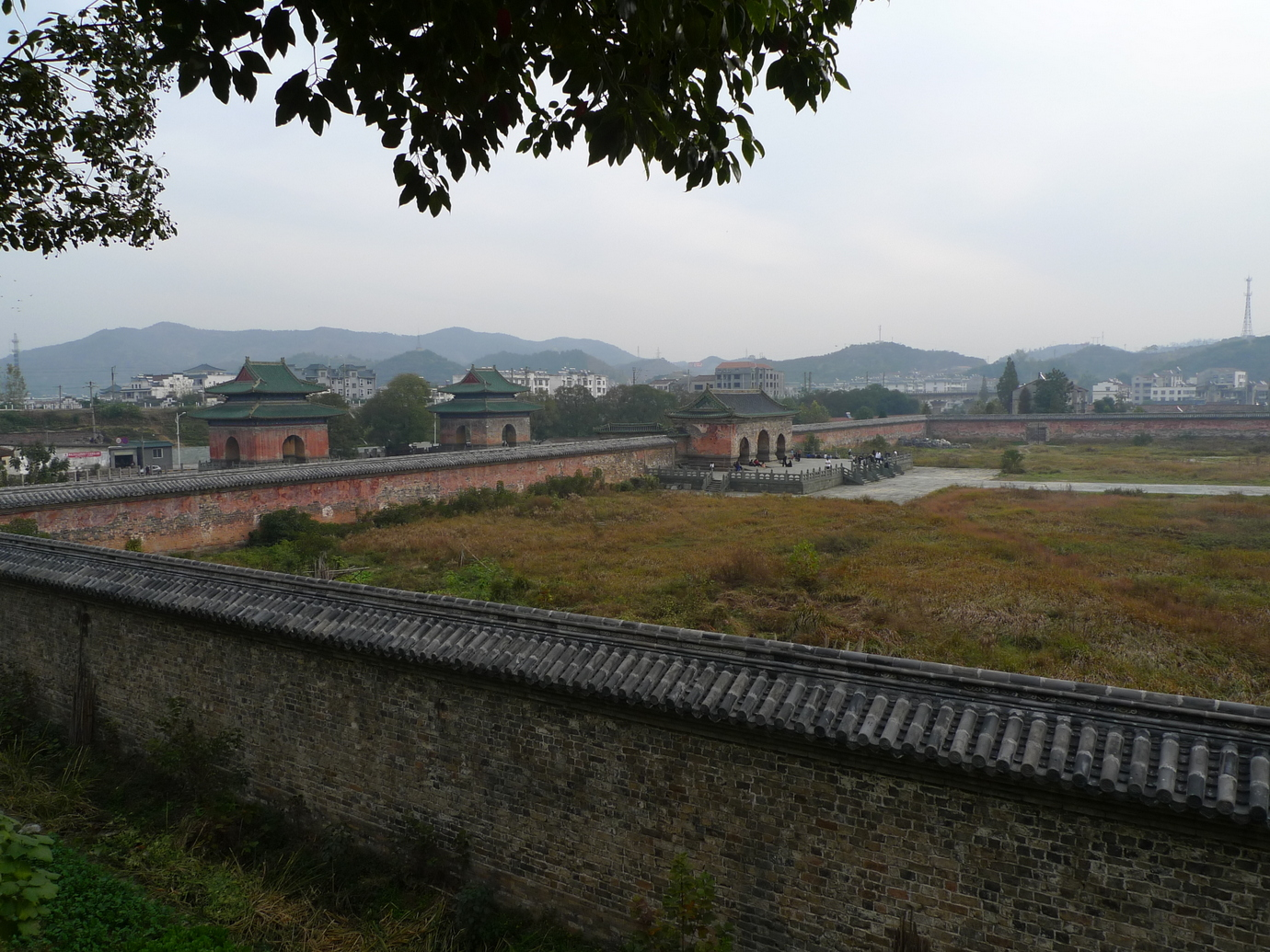
武当山玉虚宫遗址
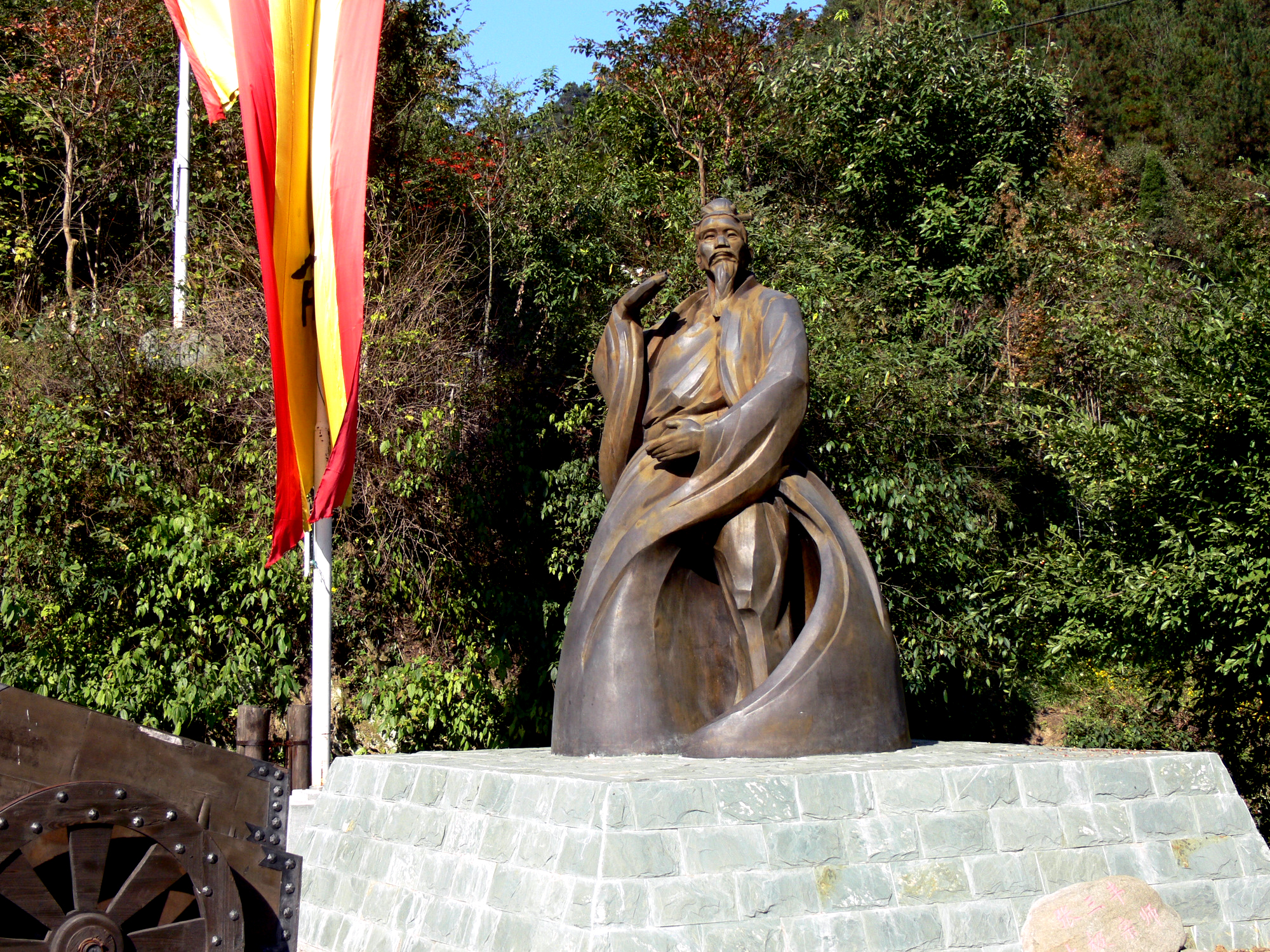
张三丰
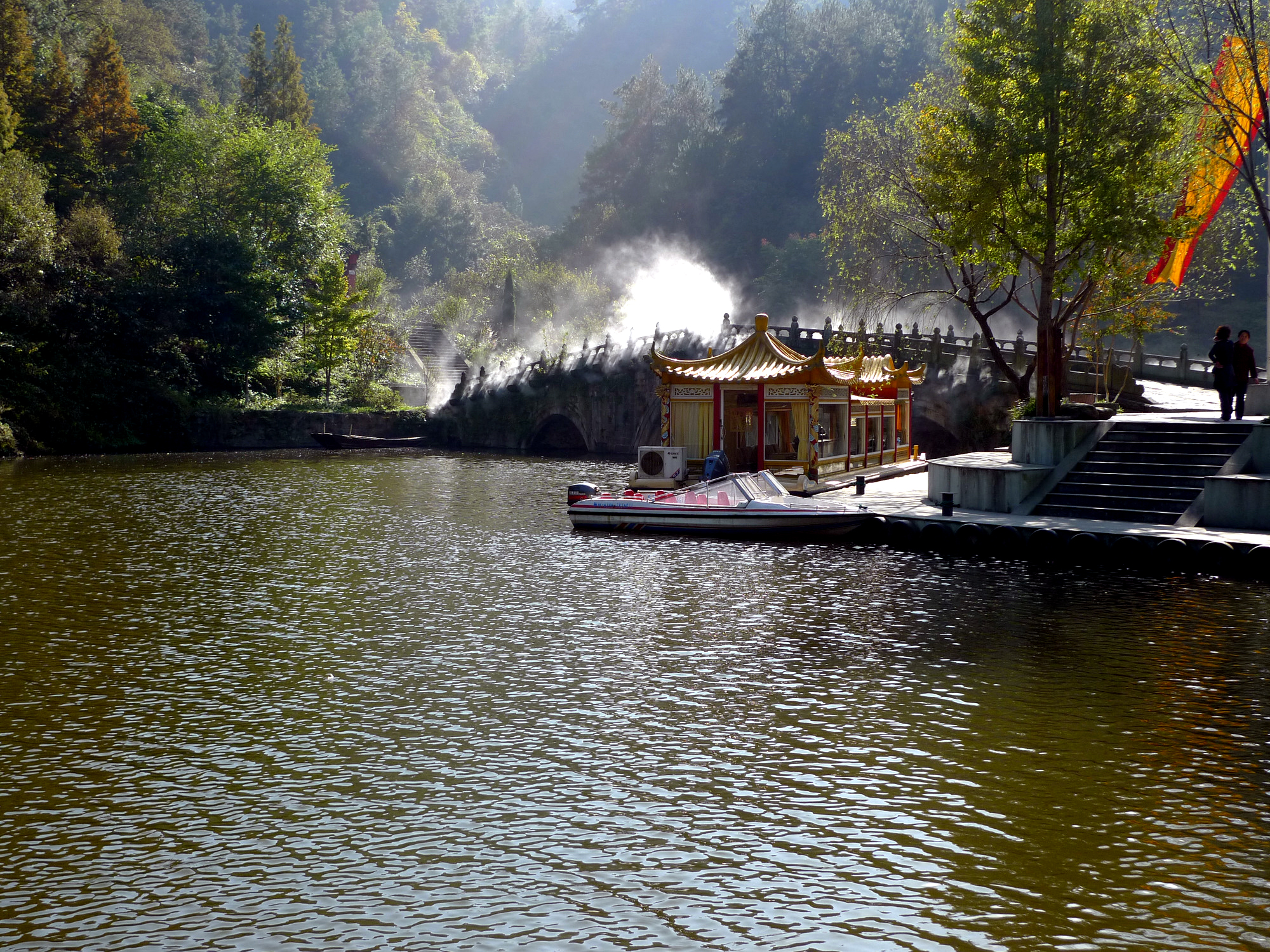
逍遥谷
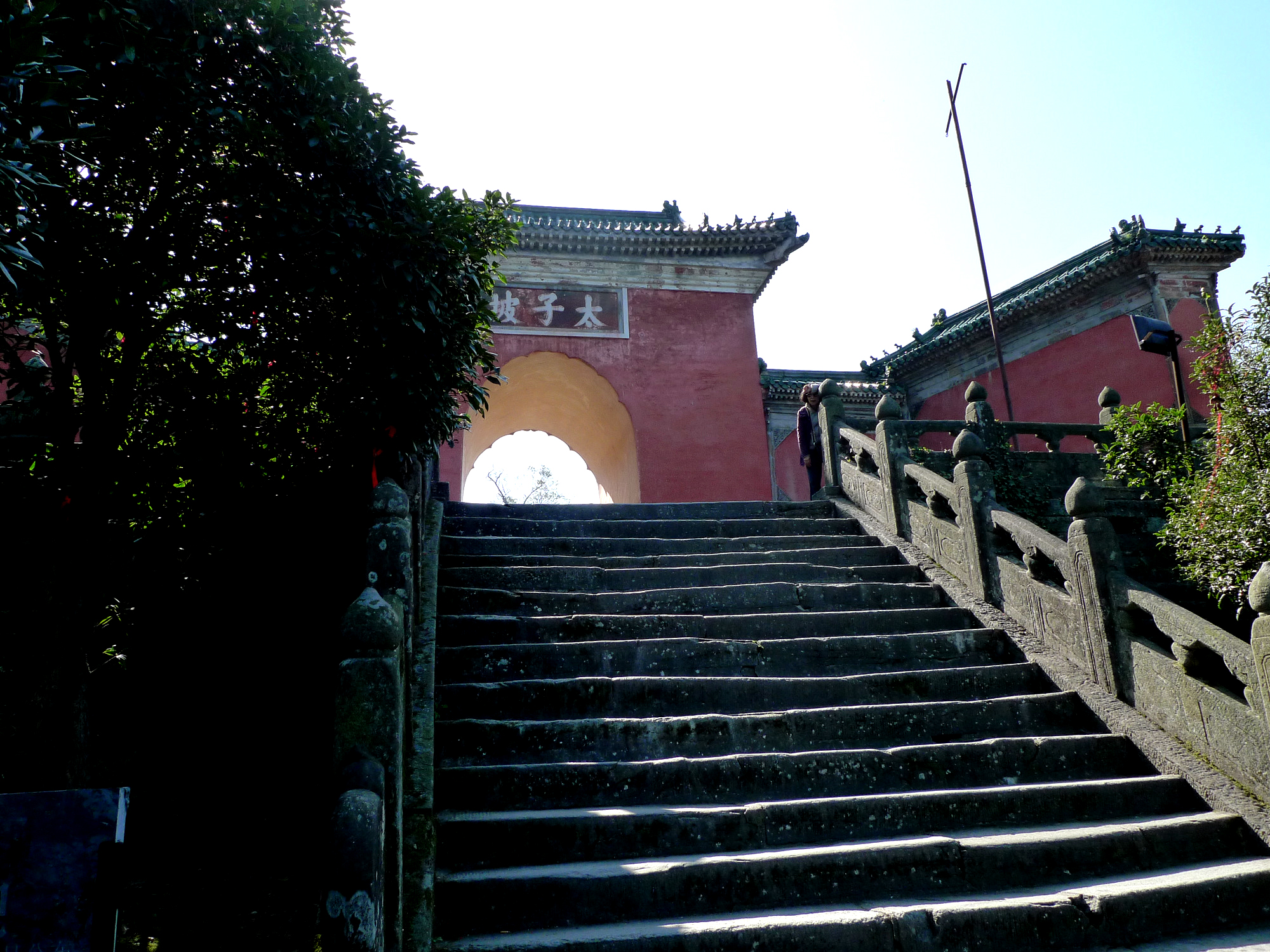
太子坡
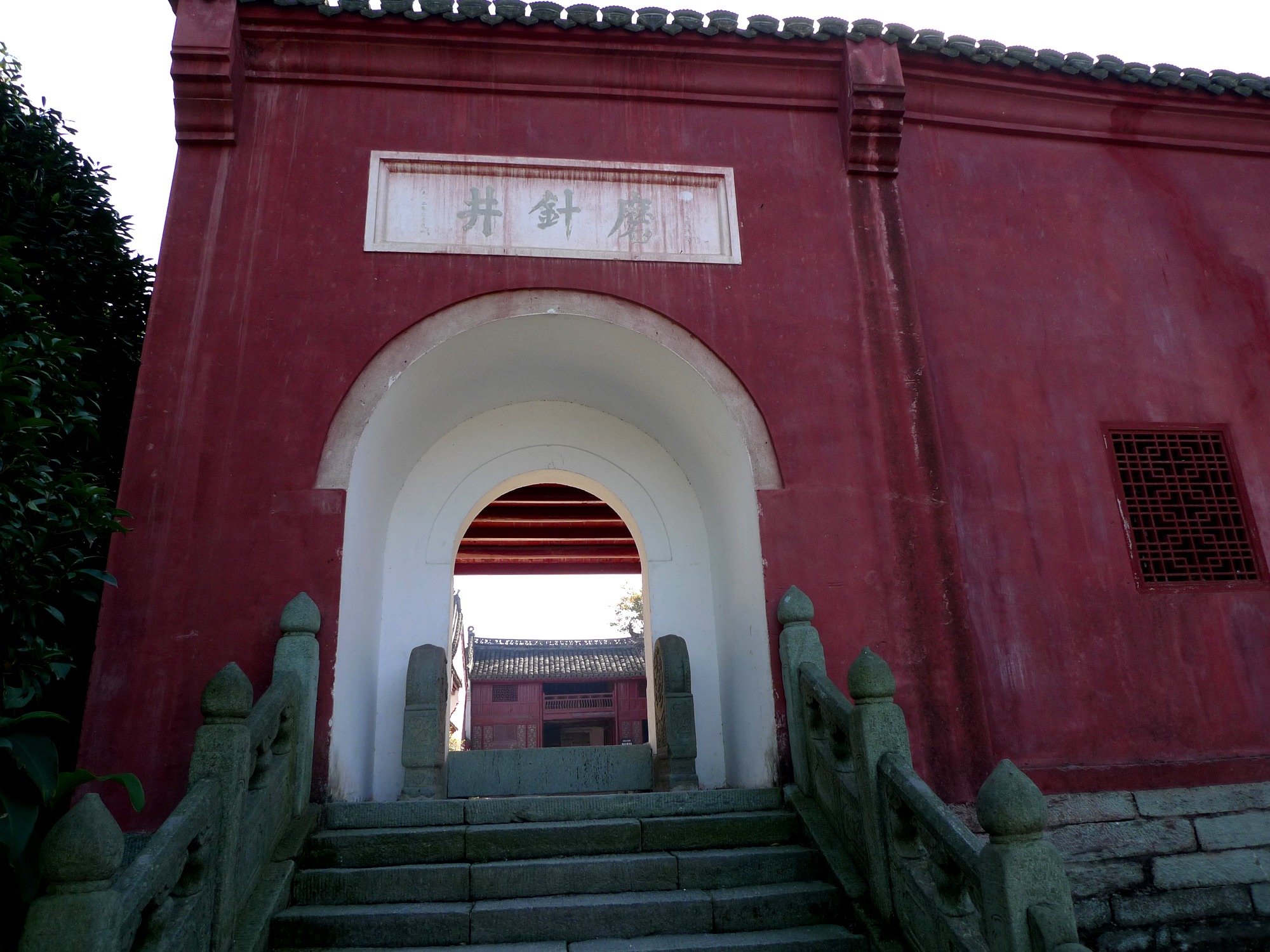
磨针井
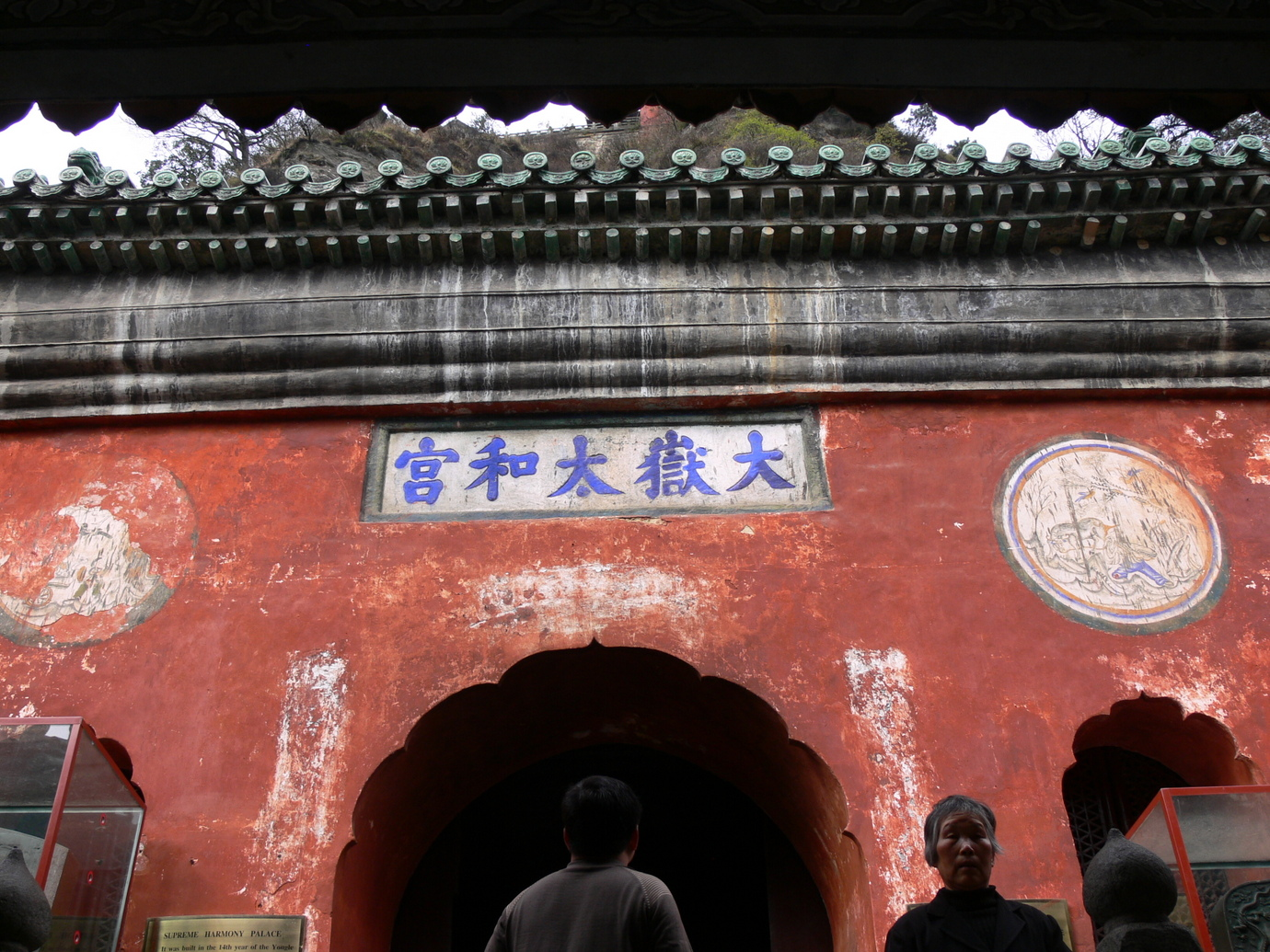
武当山太和宫

## 延伸阅读
[在维基数据编辑]
 《欽定古今圖書集成·方輿彙編·山川典·武當山部》，出自陈梦雷《古今圖書集成》

## 参見
- 武当山古建筑群
- 潮拜武當